# گیلز بارنز
گیلز بارنز (انگلیسی: Giles Barnes؛ زادهٔ ۵ اوت ۱۹۸۸) یک بازیکن فوتبال اهل بریتانیا است.